# André Vandeweyer
André Vandeweyer (ur. 21 czerwca 1909 w Tienen, zm. 22 października 1992) – belgijski piłkarz i trener, reprezentant kraju. 

## Kariera klubowa
Swoją przygodę z piłką Vandeweyer rozpoczął w zespole z rodzinnego miasta KVK Tienen. Przez lat gry dla tej drużyny zagrał w 121 spotkaniach. W 1931 został piłkarzem Royale Union Saint-Gilloise. W barwach tej drużyny odnosił największe sukcesy, czego efektem było trzykrotne mistrzostwo Belgii w sezonach 1932/33, 1933/34 i 1934/35. Jako zawodnik tej ekipy został także dwukrotnie powołany na Mundial w 1934 i 1938. 
Wraz z wybuchem II wojny światowej, rozgrywki w Belgii zostały zawieszone, a Vandeweyer opuścił zespół, w którego barwach zagrał w 185 spotkaniach. W kolejnych latach reprezentował trzecioligowe RFC Hannutois i RSC Wasmes, bez większych sukcesów. W 1946 zakończył karierę piłkarską.
| Sezon   | Klub                        | Kraj   | Rozgrywki     | Mecze | Bramki |
| ------- | --------------------------- | ------ | ------------- | ----- | ------ |
| 1926/27 | KVK Tienen                  | Belgia |               | 16    | 0      |
| 1927/28 | KVK Tienen                  | Belgia |               | 24    | 0      |
| 1928/29 | KVK Tienen                  | Belgia |               | 25    | 0      |
| 1929/30 | KVK Tienen                  | Belgia |               | 26    | 0      |
| 1930/31 | KVK Tienen                  | Belgia |               | 26    | 0      |
| 1931/32 | Royale Union Saint-Gilloise | Belgia | Eerste klasse | 24    | 0      |
| 1932/33 | Royale Union Saint-Gilloise | Belgia | Eerste klasse | 25    | 0      |
| 1933/34 | Royale Union Saint-Gilloise | Belgia | Eerste klasse | 26    | 0      |
| 1934/35 | Royale Union Saint-Gilloise | Belgia | Eerste klasse | 26    | 0      |
| 1935/36 | Royale Union Saint-Gilloise | Belgia | Eerste klasse | 25    | 0      |
| 1936/37 | Royale Union Saint-Gilloise | Belgia | Eerste klasse | 26    | 0      |
| 1937/38 | Royale Union Saint-Gilloise | Belgia | Eerste klasse | 26    | 0      |
| 1938/39 | Royale Union Saint-Gilloise | Belgia | Eerste klasse | 7     | 0      |
| 1939/40 | Royale Union Saint-Gilloise | Belgia |               | 7     | 0      |
| 1940/41 | Royale Union Saint-Gilloise | Belgia |               | 4     | 0      |
| 1941/42 | Royale Union Saint-Gilloise | Belgia | Eerste klasse |       |        |
| 1942/43 | Royale Union Saint-Gilloise | Belgia | Eerste klasse |       |        |
| 1943/44 | RFC Hannutois               | Belgia | Derde klasse  |       |        |
| 1944/45 | RFC Hannutois               | Belgia | Derde klasse  |       |        |
| 1945/46 | RSC Wasmes                  | Belgia | Derde klasse  |       |        |

## Kariera reprezentacyjna
Karierę reprezentacyjną rozpoczął 26 listopada 1933 w meczu przeciwko Danii, w którym padł remis 2:2. W 1934 został powołany przez trenera Hectora Goetincka na Mistrzostwa Świata we Włoszech. 
Jego reprezentacja poległa w pierwszej rundzie z Niemcami 2:5, a Vandeweyer rozegrał pełne 90 minut. Był to jego ostatni mecz w kadrze narodowej. Znalazł się także w kadrze na Mistrzostwa Świata 1938, pełniąc rolę rezerwowego. Łącznie zagrał w reprezentacji w 5 spotkaniach. 
| Mecze i gole w reprezentacji | Mecze i gole w reprezentacji | Mecze i gole w reprezentacji | Mecze i gole w reprezentacji | Mecze i gole w reprezentacji | Mecze i gole w reprezentacji | Mecze i gole w reprezentacji |
| #                            | Data                         | Miasto                       | Przeciwnik                   | Gol                          | Wynik                        | Rozgrywki                    |
| ---------------------------- | ---------------------------- | ---------------------------- | ---------------------------- | ---------------------------- | ---------------------------- | ---------------------------- |
| 1.                           | 26.11.1933                   | Bruksela                     | Dania                        |                              | 2:2                          | towarzyski                   |
| 2.                           | 25.02.1934                   | Dublin                       | Irlandia                     |                              | 4:4                          | El. MŚ 1934                  |
| 3.                           | 11.03.1934                   | Amsterdam                    | Holandia                     |                              | 3:9                          | towarzyski                   |
| 4.                           | 29.04.1934                   | Antwerpia                    | Holandia                     |                              | 2:4                          | El. MŚ 1934                  |
| 5.                           | 27.05.1934                   | Florencja                    | III Rzesza                   |                              | 2:5                          | MŚ 1934                      |

## Kariera trenerska
W latach 1947–1959 trenował zespół Royale Union Saint-Gilloise. Jego największym sukcesem osiągniętym z drużyną jest dotarcie do półfinału Pucharu Miast Targowych. W drodze do półfinału zespół prowadzony przez Vandeweyera wyeliminował reprezentację miasta Lipsk oraz Romę. W latach 1955–1957 trenował reprezentację Belgii, którą poprowadził w 17 spotkaniach. 

## Sukcesy

### Zawodnik
Royale Union Saint-Gilloise
- Mistrzostwo Belgii (3) : 1932/33, 1933/34, 1934/35